# Neoechinorhynchus stunkardi
Neoechinorhynchus stunkardi är en hakmaskart som beskrevs av Cable och Fisher 1961. Neoechinorhynchus stunkardi ingår i släktet Neoechinorhynchus och familjen Neoechinorhynchidae. Inga underarter finns listade i Catalogue of Life.